# Gračec
Gračec är en ort i Kroatien.   Den ligger i länet Zagrebs län, i den nordöstra delen av landet, 26 km öster om huvudstaden Zagreb. Gračec ligger 106 meter över havet och antalet invånare är 1 002.
Terrängen runt Gračec är platt. Runt Gračec är det ganska glesbefolkat, med 26 invånare per kvadratkilometer. Närmaste större samhälle är Sesvete, 15,5 km väster om Gračec. Trakten runt Gračec består till största delen av jordbruksmark.